# VEPTR
Das Akronym VEPTR steht für Vertikal Expandierbare Titan-Rippenprothese (englisch Vertical Expandable Prosthetic Titanium Ribs), ein Produkt der Firma  Synthes zur Behandlung kindlicher Deformitäten des Thorax.
Es handelt sich um eine Spezialform eines verlängerbaren Stabes („Growing Rod“).
Ein alternatives System ist das USS-paediatric-Instrumentarium für ältere Kinder, gleichfalls von der Fa. Synthes.
Das Instrumentarium wird eingesetzt, um bei einer schweren Thoraxdeformität einen zu kleinen oder zu schmalen Rippenthorax aufzuweiten und aufzurichten.
Es besteht aus einer ausziehbaren „Titanrippe“ in gebogener Form mit mehreren Löchern in Reihe zur Fixierung in der gewünschten Länge. Nach jeweils 6 Monaten kann eine Verlängerung operativ erfolgen. Die Fixierung erfolgt zwischen zwei Rippen oder zwischen einer Rippe und dem Beckenkamm.
Dadurch erfolgt eine indirekte Aufrichtung der deformierten Wirbelsäule und damit ergibt sich eine Volumenzunahme des Rippenthorax mitsamt der Lunge.

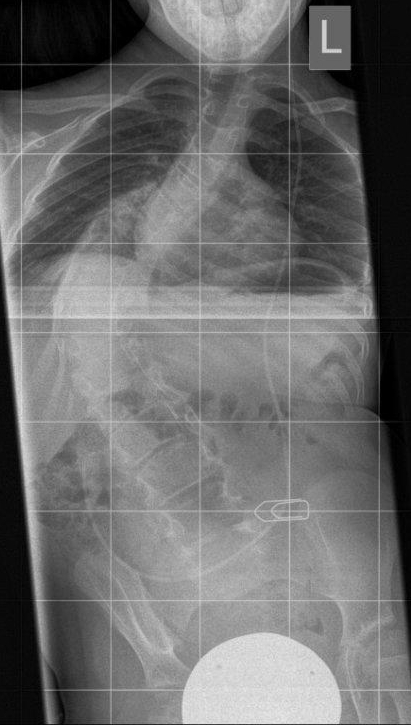
Thorakalskoliose aufgrund einer MMC mit Diastematomyelie, 10-jähriger Junge

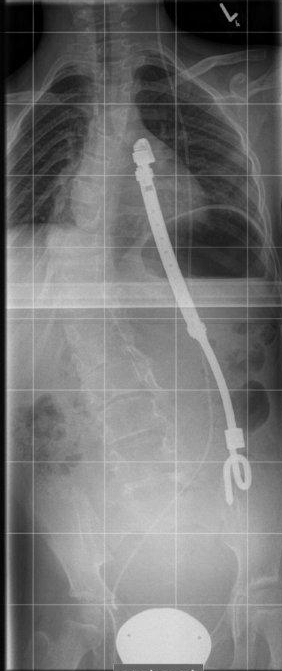
Gleicher Patient nach VEPTR Implantation

## Indikationen
Indikationen sind:
- thorakales Insuffizienz-Syndrom (Ateminsuffizienz bedingt durch knöcherne Deformität und Einengung der Lunge)
- kongenitale Skoliose mit oder ohne Rippensynostosen
- „Early-onset“-Skoliose (EOS)
- neurogene Skoliose

## Gegenanzeigen
Kontraindikationen sind:
- schwerwiegende Kyphose > 70° (Cobb-Winkel)
- osteoporotische Wirbelsäulenveränderungen
- Kinder > 10 Jahre für das VEPTR-System

## Geschichte
Die erste Anwendung einer Titanrippe am Patienten erfolgte im Jahre 1989 in San Antonio, USA.
Dieses Verfahren wurde 2002 erstmals in Europa in Basel durchgeführt.